# Malladevarakatte, Honnali
Malladevarakatte là một làng thuộc tehsil Honnali, huyện Davanagere, bang Karnataka, Ấn Độ.